# Jay Graber

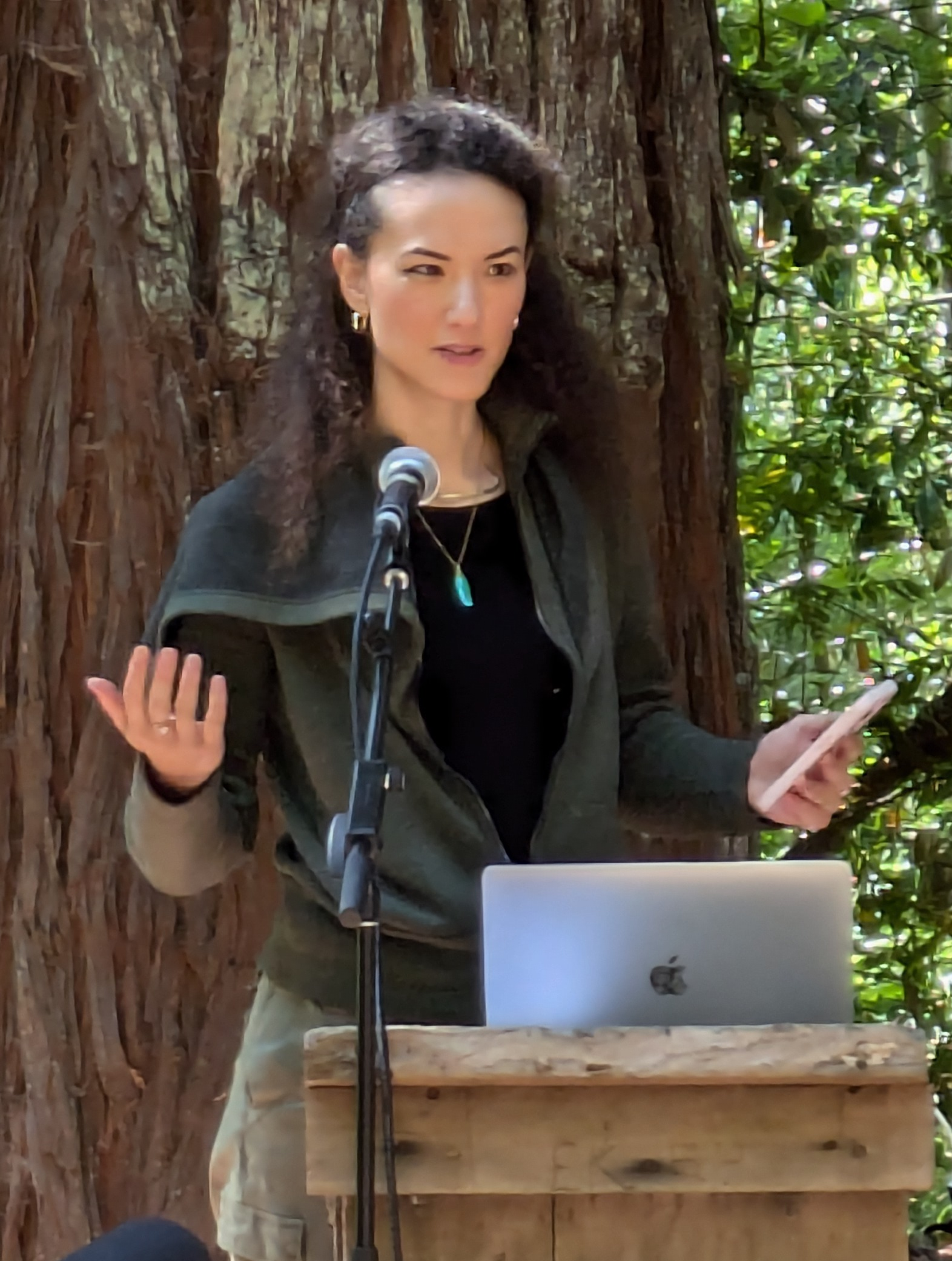
Jay Graber im August 2024

Lantian „Jay“ Graber (* 1991 in Tulsa, Oklahoma) ist eine US-amerikanische Softwareentwicklerin und seit 2021 CEO der sozialen Microblogging-Plattform Bluesky.

## Leben und Karriere
Lantian Graber wurde 1991 als Tochter eines Schweizer Mathematikers und einer chinesischen Akupunkteurin in Tulsa, einer Stadt im US-Bundesstaat Oklahoma, geboren. Ihre Mutter wuchs während der Kulturrevolution in China auf und wanderte in den 1980er Jahren aus. Graber studierte ab 2009 an der University of Pennsylvania und schloss ihr Studium in Wissenschaft, Technologie und Gesellschaft mit einem Bachelor of Science ab. In ihrer Studienzeit lernte sie während eines Praktikums in China Bitcoin kennen und erhielt  – beeinflusst von der Occupy-Wall-Street-Bewegung und dem Wunsch, frei von Bankinstituten zu sein – ein Stipendium für die Gründung einer Zeitbank für Studenten.
Schon früh prägten sie feministische Science-Fiction-Autorinnen wie Ursula K. Le Guin und Margaret Atwood, die ihr beibrachten, sich die Welt radikal anders vorzustellen. Diese literarischen Einflüsse bilden einen Kontrast zu den neoliberalen Ideen vieler Tech-Unternehmer und spiegeln sich in Grabers skeptischer Haltung gegenüber konzentrierter Macht wider – sei sie bei Milliardären, Regierungen oder Plattformkonzernen.
Im Jahr 2015 begann Graber als Softwareentwicklerin für SkuChain in Mountain View im US-Bundesstaat Kalifornien zu arbeiten. Anschließend arbeitete sie in einer Fabrik in Moses Lake im Staat Washington, wo sie Bitcoin-Mining-Equipment zusammenlötete. Ab 2016 arbeitete sie als Junior Developer für die Zcash-Kryptowährung. 2019 gründete sie eine Website zur Planung von Veranstaltungen namens Happening, Inc.
Im Sommer 2021 bot Parag Agrawal, der den Gründer Jack Dorsey als CEO von Twitter abgelöst hatte, Graber die Leitung der sozialen Microblogging-Plattform Bluesky an. Sie akzeptierte unter der Bedingung, dass Bluesky als separates Unternehmen von Twitter ausgegliedert wird. Sie entwickelte das AT-Protokoll, ein dezentralisiertes System, sodass nicht ein Unternehmen alle Nutzerdaten besitzt. Graber war maßgeblich am Umbau von Bluesky zu einer Plattform beteiligt, die Nutzerbefähigung und Innovation in der digitalen Kommunikation in den Vordergrund stellt. Ihr Ziel ist die Schaffung eines Social-Media-Netzwerkes, das keines CEOs mehr bedarf. Die dezentrale Architektur des Netzwerks soll die Kontrolle einzelner Instanzen über Daten und Inhalte verhindern.
Graber bezeichnet Bluesky als „milliardärresistent“ (engl. „billionaire proof“), also resistent gegenüber dem Einfluss großer Kapitalgeber – eine Positionierung, die im Kontext der Übernahme von Twitter (das spätere X) durch Elon Musk im Jahr 2022 gesehen werden kann, der daraufhin tiefgreifende Veränderungen einleitete. Bei öffentlichen Auftritten betont Graber regelmäßig ihre Vision einer Welt ohne digitale Autokraten. Ihr T-Shirt mit der Aufschrift „Mundus Sine Caesaribus“ („Eine Welt ohne Herrscher“) war eine deutliche Replik auf den vorherigen Auftritt von Mark Zuckerberg.
Sie betrachtet die Plattform als Teil einer größeren Bewegung zur Dezentralisierung des Internets und zur Förderung digitaler Ökosysteme. Bluesky legt Wert auf Nutzerfreundlichkeit: Statt eines zentral kuratierten Feeds können die Nutzer eigene Feeds erstellen oder kuratierte Angebote abonnieren – etwa zum Thema Natur, Technik oder Politik.